# Wolf 1061d
Wolf 1061d ou WL 1061d é um exoplaneta que orbita em torno de Wolf 1061, uma estrela anã vermelha localizada a cerca de 13,8 anos-luz (4,29 pc) de distância a partir da Terra, na constelação de Ophiuchus. É o terceiro e mais distante planeta em ordem de afastamento de sua estrela hospedeira em um sistema planetário triplo, e tem um período orbital de cerca de 67 dias.

## Habitabilidade
Embora do baixo fluxo estelar, a presença de gases do efeito estufa adicionais como o metano ou mesmo o hidrogênio pode fazer Wolf 1061d ser possivelmente habitáveis. Mas, devido à alta probabilidade de Wolf 1061d ser um mininetuno juntamente com perspectivas duvidosas de ser habitável para a vida como na Terra no sentido convencional faz com que este exoplaneta seja um candidato fraquíssimo para ser "potencialmente habitável".